# Équipe du Mozambique féminine de football
Cet article traite de l'équipe féminine. Pour l'équipe masculine, voir Équipe du Mozambique de football.
Maillots
L'équipe du Mozambique féminine de football est une sélection des meilleures joueuses mozambicaines sous l'égide de la Fédération du Mozambique de football.
Elle est  troisième du Championnat féminin du COSAFA 2023 et quatrième en 2002.

## Classement FIFA
| Année              | 2003 | 2004 | 2005 | 2006 | 2007 | 2008 | 2009 | 2010 | 2011 | 2012 | 2013 | 2014 | 2015 | 2016 | 2017 | 2018 | 2019 | 2020 | 2021 | 2022 |
| ------------------ | ---- | ---- | ---- | ---- | ---- | ---- | ---- | ---- | ---- | ---- | ---- | ---- | ---- | ---- | ---- | ---- | ---- | ---- | ---- | ---- |
| Classement mondial | 107  | 114  | 120  | 133  | 120  | 113  | 92   | 128  | 133  | 126  | 109  | 133  | 141  | 128  | 109  | 142  | 148  | 136  | 165  | 172  |